# Hebert Revetria
Hebert Carlos Revetria é um ex-futebolista uruguaio.

## História
Revetria começou a jogar futebol no Dente de Leite do Nacional do Uruguai. Titular absoluto da Seleção Olímpica Uruguaia, o atacante era apontado pela imprensa como herdeiro do grande Fernando Morena. Quando saiu do Cruzeiro foi jogar no futebol mexicano e encerrou a carreira no River Plate, da Argentina, aos 33 anos.
Atualmente, Revetria tem uma escolinha de futebol, onde trabalha com cerca de 60 garotos com idade entre 6 e 12 anos; um taxi; uma loja de brinquedos e vários apartamentos alugados. Tudo na capital Uruguaia. O Atacante garante que não ficou rico com o futebol, mas ganhou dinheiro suficiente para sustentar a família.

## Ídolo noCruzeiro
Revetria faz parte da história do Cruzeiro. Apesar de ter jogado apenas dois anos no clube, o centroavante uruguaio tem um lugar reservado no coração do torcedor cruzeirense. Tudo isto por causa de quatro gols.
Pode parecer pouco para um centroavante, mas os quatro gols foram marcados, sendo que três deles numa mesma partida. No dia 2 de Outubro de 1977, o Cruzeiro entrou em campo no Mineirão com a obrigação de vencer seu rival para ainda lutar pelo título mineiro da temporada. Revetria encarnou o espírito guerreiro típico dos uruguaios, e foi o dono do jogo marcando os três gols celestes na vitória por 3 a 2.
A decisão foi para um terceiro jogo. O Atlético-MG vencia por 1 a 0 quando Revetria empatou, no final do jogo. Na prorrogação, o Cruzeiro marcou mais 2 gols, conquistando um título que parecia perdido.